# Jurgen Bardhi
Jurgen Bardhi, né le 6 novembre 1997 à Fushë-Krujë, est un footballeur albanais. Il évolue au poste d'ailier gauche au Ankara Keçiörengücü SK.

## Carrière
Jurgen Bardhi signe son premier contrat professionnel en novembre 2015 avec le Partizan Tirana.
Il est sélectionné en équipe d'Albanie espoirs à dix-huit ans en 2015.

## Statistiques
| Saison                | Club                  | Championnat           | Championnat | Championnat | Coupe(s) nationale(s) | Coupe(s) nationale(s) | Compétition(s) continentale(s) | Compétition(s) continentale(s) | Compétition(s) continentale(s) | Total | Total |
| Saison                | Club                  | Division              | M.          | B.          | M.                    | B.                    | Comp.                          | M.                             | B.                             | M.    | B.    |
| 2014-2015             | Partizan Tirana       | Kategoria Superiore   | 4           | 0           | 2                     | 0                     | -                              | -                              | -                              | 6     | 0     |
| 2015-2016             | Partizan Tirana       | Kategoria Superiore   | 17          | 0           | 4                     | 0                     | C3                             | 0                              | 0                              | 21    | 0     |
| 2016-2017             | Partizan Tirana       | Kategoria Superiore   | 11          | 1           | 3                     | 1                     | C1+C3                          | 2+3                            | 0+0                            | 19    | 2     |
| Total sur la carrière | Total sur la carrière | Total sur la carrière | 32          | 1           | 9                     | 1                     | -                              | 5                              | 0                              | 46    | 2     |